# Жозефіна Волл
Жозефі́на Волл (англ. Josephine Wall; нар. травень, 1947, Суррей, Велика Британія) — сучасна британська художниця в стилі фентезі і скульптор.

## Біографія
Художниця Жозефіна Волл народилась у Великій Британії в травні 1947 року в невеликому англійському містечку Фарнхем (Суррей, Велика Британія) у сім'ї професора-філолога. Живописом вона захопилась дуже рано, вже з чотирьох років улюбленим заняттям дівчинки було малювання. Вона й тепер любить згадувати, якою вона була щасливою, коли в дитинстві їй подарували велику коробку воскової крейди. Батьки підтримували захоплення дівчинки живописом, тому допомогли їй рано займатися улюбленою справою професійно. Вже у 16 років Жозефіна продала свою першу картину.
Художню освіту Волл отримала в Борнмутському коледжі, який закінчила в 1967 році. Ще в період навчання вона стала виставляти свої роботи (в основному це були пейзажі) у місцевих галереях. Перші її роботи з'явилися на виставці у Лондоні1968 році, які привернули увагу публіки своєрідністю пластики та яскравістю фарб, хоча це були лише невеликі метелики та бабки

## Творчість
Після закінчення коледжу молода художниця спробувала свої сили у дизайні, розписі одягу та взуття, створенні прекрасних вітражів, розпису на склі. Окрім того, Жозефіна Волл займалася створенням глиняного посуду, дизайном і розписом кераміки, створювала невеликі скульптурні композиції з міфологічними істотами, тваринами і комахами, а також створила свою лінію одягу. Її твори з успіхом експонувались в Англії, а у 1974 році були представлені на виставках Токіо, Тегерану. У наступному році Жозефіни Волл у Свіндоні організувала свою першу персональну виставку. Незабаром такі творчі презентації-виставки художниці стали відбуватись регулярно, а видавництва спішили укладати з Жозефіною договори на репродукування її картин і видання альбомів. Творіння Жозефіни Волл виставляються на щорічній виставці у Лондоні, що проводиться «Товариством Мистецтва Уяви», а також у галереях півдня Англії від Корнуолла до Кента. Останнім часом роботи Жозефіни Волл стали дуже популярними у США, Європі. В останні роки репродукції картин художниці в ряді деяких країн випускаються на листівках: наприклад, у Росії фірмою «Арт-Дизайн» була випущена серія листівок під загальною назвою «Зачаровані світи Жозефіни Волл».
Художниця образно розділяє свої живописні роботи на кілька циклів («світів»): «Повітря і вода» («Air & Water»), «Феї» («Fairies»), «Богині» («Goddesses»), «Сюрреалізм» («Surreal»), «Останнє віяння» («Latest Retease's») (нові картини). Крім того, нею створена цікава серія «Знаки Зодіаку» («Zodiac»). Всі картини художниця на своєму сайті супроводжує  подібними описами.
Перші картини Жозефіни Волл написані головним чином під впливом Артура Рекєма, з меншим впливом художників-сюрреалістів, таких як Магрітт й Далі, а також романтизму прерафаелітів.
Жозефіна Волл працює в основному із акриловими фарбами, що дозволяють їй малювати швидко та створювати різні колірні та текстурні ефекти. На одну картину йде в середньому 2-4 тижні залежно від розміру та предмету малювання. Її улюбленим поєднанням є суміш ультрамарину з паленою умброю. Зазвичай роботу над картиною Жозефіна Волл починає із серії замальовок, в яких обігрується композиція, відбувається творчий пошук сюжету і підбір кольорів. Художниця ніколи не користується олівцями, не малює ескізів. У більшості випадків художниця черпає натхнення в природі, яку вона захищає. Також темами для картин художниці часто стають міфологічні сюжети, легенди, історії про зірки і сузір'я. Свої картини Жозефіна пише на горищі, спеціально обладнаному під студію. Стіни приміщення покриті величезними гліциніями, прекрасними, спадаючими каскадом кольорами — намальованими нею. Уолл переконана, що робота під дахом у формі піраміди є джерелом надихаючих вібрацій, які допомагають в її творчості.

## Родина
Жозефіна Уолл живе з чоловіком Бобом на півдні Великої Британії в графстві Дорсет у власному будинку зі студією, у неї троє дітей і десять онуків.

## Картини
Ранні картини
(неповний перелік)
- «Snow world on lotus lily» («Сніжний світ на лілії лотоса»)
- «Sunset Pool» («Озеро заходу»)
- «Mystical tree» («Містичне дерево»)
- «Evening Glow» («Вечірній жар»)
- «Corfe Castle» («Замок Корфу»)
- «Олень і туманний пагорб»
- «Сльози місяця»
- «Древо інших земель»
- «Весна в Парижі»
- «Мерлін»
- «Легенда»
- «Спогади»
- «Мрії з трубки»
- «Бродяга»
- «Політ часу»

Цикл «Повітря і вода» («Air & Water»)
- «Flight of Aquarius» («Політ Водолія» («Політ на Єдинорога»))
- «Dreams of Atlantis» («Сон Атлантики»)
- «The Discovery»
- «Lilac Dreams» («Бузкові мрії»)
- «Flight of the Lynx» («Політ рисі»)
- «Shared Treasure»
- «Wings» («Крила Єдинорога»)
- «Astral Voyage» («Астральне плавання»)
- «Lady of the Lake» («Леді озера»)
- «Andromeda's Quest»
- «Call of the Sea» («Поклик моря»)
- «Butterfly Princess» («Принцеса метеликів»)
- «Twilight Angel» («Сутінковий ангел»)
- «Starship» («Зоряний корабель»)
- «Dragonship» («Дракон-корабель»)
- «Flight of Wonder»
- «The Journey» («Подорож»)
- «Abi's Shell»
- «Waiting» («Очікування»)
- «Feathered Friends»
- «Vision Seeker» («Шукає бачення»)
- «Saved From the Hounds»
- «Snow Flake» («Сніжинка»)
- «The Dryad and the Dragon»
- «Golden Slumbers» («Неактивний золото»)
- «Flight to Freedom» («Політ на свободу»)
- «Mer Angel»
- «Voyage to Murrlis Sea» («Подорож до моря Муррлис»)
- «Undine» («Ундіна»)
- «For the Love of a Mermaid» («Любов до русалки»)
- «My Saviour of the Seas» («Хранитель моря»)
- «I Saw 3 Ships» («Я бачив три корабля»)
- «Love is in the Air» («Кохання в повітрі»)
- «Space Maid»
- «Thirst for Knowledge»
- «Horizons»
- "Harp « Angel» («Арфа ангела»)
- «Weep for the World» («Плач по світу»)
- «Bluebird»

Цикл «Феї» («Fairies»)
- «An Even Smaller World» («Менший світ»)
- «Bubble Flower» («Бульбашки квітів»)
- «Ferry to Fairyland»
- «Tigermoth» («Тигр-метелик»)
- «Time Flies» («Час летить»)
- «Nature Boy» («Хлопчик природи»)
- «Butterfly Tree» («Древо метеликів»)
- «Caught by a Sunbeam»
- «Surprise Visitors»
- «Titania and Oberon» («Титанія і Оберон»)
- «Fairy Tales» («Фея казок»)
- «Catching Wishes» («Ловлячи побажання»)
- «Light of the Rose»
- «Fairy Lights» («Фея світла»)
- «Moss Maiden»
- «Enchanted Manor»
- «Fairy Bubbles» («Фея бульбашок»)
- «Race You to Fairyland»
- «Sir Lanval's Dream» («Сон сіра Ланвала»)
- «Enchanted Snow Globe»
- «Rainbow Fairies» («Феї веселки»)
- «Fairy's Fairy» («Фея феї»)
- «Oak Fairy» («Оповідь дуба»)
- «Beachcomber Fairy» («Фея хвилі»)
- «Where Moonbeams Fall» («Місячні промінчики»)
- «Silken Spells» («Шовковисте заклинання»)
- «Magpie Fairy» («Фея-сорока»)
- «I think I saw a fairy» («Я думаю, що бачив фею»)
- «Surfer's Dream» («Летить по хвилях»)
- «The Wood Fairy» («Лісова фея»)
- «Up and Away» («Вгору, вгору і геть»)
- «The Enchanted Forest»
- «Enchantment»
- «Fantasy in Blue» («Фантастичний синій»)
- «Fly me to the Moon» («Політ на Місяць»)
- «Catch a Falling Star» («Злови падаючу зірку»)
- «Fairy Ear Wings» («Фея справедливості»)
- «Wisteria Moon» («Під бузковою місяцем»)
- «The Elementals» («Елементалі»)
- «Magic Moment» («Магічний момент»)
- «Mer fairy» («Морська фея»)
- «Gossamer Magic» («Просте чари»)

Цикл «Богині» («Goddesses»)
- «No More»
- «Breath of Gaia» («Подих Геї»)
- «Queen of the Night» («Королева ночі»)
- «The Spirit of Flight» («Дух польоту»)
- «Psyches Dream» («Мрія душі» («Сон Психеї»))
- «Rainbow Girl 2»
- «Dance of all Seasons» («Танець всіх сезонів»)
- «Natures Guardian Angel» («Ангел-охоронець природи»)
- «Princess of Light» («Принцеса світу»)
- «Angel Melodies» («Ангельська мелодія»)
- «Polar Princess» («Полярна принцеса»)
- «Leda and the Swan» («Леда і Лебідь»)
- «Earth Angel» («Земний ангел»)
- «Wings of Love» («На крилах любові»)
- «Aurora (painting the dawn)» («Богиня Аврора, малює ранкову зорю»)
- «Dragon Charmer» («Зачарований дракон»)
- «Starscape» («Мис зірок»)
- «Luna Landra» («Луна Ландра»)
- «Child of the Universe» («Дитина Всесвіту»)
- «Daughter of the Deep» («Дитя глибини»)
- «Флора» («Флора»)
- «Heart and Soul» («Серце і душа»)
- «Iris — Keeper of the Rainbow» («Богиня Ірис, хранителька веселки»)
- «Moon Goddess» («Богиня Місяця»)
- «Wood Nymph» («Лісова німфа»)
- «Crystal of Enchantment» («Магічний кристал»)
- «Minerva's Melody» («Мелодія Мінерви»)
- «Lady Galadriel» («Леді Галадріель»)
- "My Lady Unicorn («Леді Єдиноріг»)
- «Spirt of the Elements» («Дух елементів»)
- «Spirit of Winter» («Дух зими»)
- «The Three Граціє» («Три грації»)
- «Peacock Daze»
- «Sadness of Gaia» («Смуток Геї»)
- «The Presence of Gaia» («Присутність Геї»)
- «Daydream Believer» («Вірять в мрії»)
- «Serendipity» («Інтуїція»)
- «Snow Queen» («Снігова королева»)
- «Hyacinth» («Гіацинт»)
- «Honeysuckle» («Квіти жимолості»)
- «Periwinkle» («Барвінок»)
- «Pansy» («братки»)
- «Hope Springs Eternal» («Надія вмирає останньою»)
- «Wind of Change»
- «Kiss of Life» («Поцілунок життя»)
- «Magic» («Магія»)
- «Diana» («Діана»)

Цикл «Сюрреалізм» («Surreal»)
- «Bubble World» («Світ бульбашок»)
- «Dragon Dancers» («Танець дракона»)
- «The Enchanted Flute» («Зачарована флейта»)
- «Seasons of Life» («час»)
- «Winter Dreaming» («Зимові сни»)
- «Prelude to a Kiss» («Прелюдія до поцілунку»)
- «Alternative Reality» («Альтернативна реальність»)
- «Doorway to the Stars» («Двері до зірок»)
- «Fantasy» («Фантазія»)
- «Fantasy Wedding» («Фантазії весілля»)
- «Ice and Fire» («Лід і полум'я»)
- «Nautilus» («Наутілус»)
- «Ocean of Dreams» («Сон океану»)
- «The Magic Spinning Top» («Дзига»)
- «Freedom» («Свобода»)
- «Gypsy Moth» («Непарний шовкопряд»)
- «Over the Moon»
- «The Dryad and the Dragonfly» («Дріада і дракон»)
- «Macarthur Park»
- «Хамелеон» («Хамелеон»)
- «Dreams of Camelot» («Мрії Камелота»)
- «Cirrius Tales Parade»
- «Bubble Tree» («Дерево бульбашок»)
- «Once in a Blue Moon» («Блакитна місяць»)
- «Bridge of Hope» («Міст надії»)
- «Tree Millenium» («Tree of Peace») («Дерево-тисячоліття» («Древо світу»))
- «Sweet Synergy» («Солодке взаємодія»)
- «Untold Story» («Невимовна історія»)
- «Winged Vision»
- «Bygone Summers» («Минуле літо»)
- «The Water Jug»
- «Key to Eternity» («Ключ до вічності»)
- «Tree of Wonders»
- «Tree of Reverie»
- "Soul of a Unicorn («Душа Єдинорога»)
- «Stairway of Dreams» («Сходи мрій»)
- «Reflections of Winter»
- «Underworlds»
- «Whispers» («Шепіт»)
- «Dryad and the Treespirit» («Дріада і Дух дерева»)
- «Dewdrop Dancers»
- «Dance of Dreams» («Танець мрії»)
- «Through The Eyes Of A Child» («Очима дитини»)
- «Natures Embrace» («Обійми природи»)
- «Leaf Child» («Лист дитини»)
- «Random»

Цикл «Знаки Зодіаку» («Zodiac»)
- «Aries» («Овен»)
- «Taurus» («Тілець»)
- «Gemini» («Близнюки»)
- «Cancer» («Рак»)
- «Leo» («Лев»)
- «Virgo» («Діва»)
- «Libra» («Ваги»)
- «Scorpio» («Скорпіон»)
- «Стрілець» («Стрілець»)
- «Capricorn» («Козеріг»)
- «Aquarius» («Водолій»)
- «Риби» («Риби»)

Інші картини (різних років)
(неповний перелік)
- «Sunset rhapsody» («Рапсодія заходу»)
- «Shell child» («Дитя раковини»)
- «Wish in gona star» («Дотягнутися до зірок»)
- «Dreamscape» («Фантастичний ландшафт»)
- «The red hat» («Червоний капелюх»)
- «Magic Lantern Tree» («Чарівне дерево ліхтаря»)
- «Passing of Time» («Подорож у часі»)
- «Celestial» («Небесний»)
- «Bygone Melodies» («Давні мелодії»)
- «Butterfly Goddes» («Метелик-богиня»)
- «Baby in Flower» («Малюк в квітці»)
- «Flower bed» («Квіткове ліжко»)
- «Transformation» («Перетворення»)
- «Dress Day of Dreams» («Сукня денних мрій»)
- «Lion heart» («Левине серце»)
- «Watchful warrior» («Обережний воїн»)
- «Intention to seduce» («Намір спокусити»)
- «The Storyteller» («Оповідач»)
- «Seashell Maidens»
- «Mardi Gras»
- «Elizabeth's Dream»
- «Афродіта»
- «Зустріч з Єдинорогом»
- «Павутинка і чортополох»
- «Весілля Нептуна»
- «Принцеса-амазонка»
- «Красуня і Чудовисько»
- «Спляча красуня»
- «Русалка і принц»
- «Білосніжка»
- «Ароматні спогади»
- «Чарівна скринька»
- «Леді Годіва»
- «Дар королю Артуру»
- «Рятуючи Ікара»
- «Святий Георгій і дракон»
- «Весілля»
- «Космічний поцілунок»
- «Перший політ»
- «Ваша леді-корабель»
- «Коли дме вітер»
- «Древо дня і ночі»
- «Капелюх мрії»
- «Нарешті дощ»
- «Колись давно»
- «Бабусина капелюх»
- «Лісові помічники»
- «Втікачі»

Цикл «Останнє віяння» («Latest Retease's») (нові картини)
(неповний перелік)
- «Masque of Love» («Маска любові»)
- «Forest Friends» («Лісові друзі»)
- «Tree of 4 Seasons (revisited)» («Дерево чотирьох сезонів»)
- «Луна» («Ехо»)
- «Bubble Power» («Сила міхура»)
- «Palette of Memories» («Палітра спогадів»)
- «Dreaming in Colour» («Кольорові мрії»)
- «The Phoenix» («Фенікс»)
- «Woodland Wonder» («Лісове диво»)
- «Finders Keepers»
- «Sweet Briar Rose Fairy» («Мила фея на колючому кущі троянд»)
- «Calling» («Заклик»)
- «Angelee's Angel» («Ангели Енжели»)
- «After The Fairy Ball» («Після чарівного балу»)
- «Spirit of the Forest» («Дух лісу»)
- «The Race» («Гонка»)
- «Talk Time» («Час говорити»)
- «Tiger Lily» («Тигрова лілея»)
- «Summer Breeze» («Літній бриз»)
- «Adrift» («За течією»)
- «Sea View» («Вид на море»)
- «Guinevere» («Джиневра»)
- «On a Bat's Back I do Fly» («Я лечу на спині кажана»)
- "Birth of a Unicorn («Народження Єдинорога»)
- «Moonlit Awakening» («Місячне пробудження»)
- «Xavieria's Dream» («Мрії Ксавії»)
- «Ripples» («Брижі»)
- «Snow Angel» («Сніжний ангел»)
- «Ride The Dream» («Поїздка мрії»)
- «Unicorn Kiss» («Поцілунок Єдинорога»)
- «Light The Way» («Освітлення шляху»)
- «Tranquility» («Спокій»)
- «Goddess Between Realms» («Богиня між королівствами»)
- «Spirit of The Ocean» («Дух океану»)
- «Hat of Timeless Places» («Капелюх місць поза часом»)
- «Росинка світанку»
- «Шлях гліцинії»
- «Загублений корабель»